# تفجير بغداد (30 أيلول 2004)
كان تفجير 30 سبتمبر 2004 في بغداد عبارة عن سلسلة من التفجيرات استهدفت الجنود الأمريكيين وهم يوزعون الحلوى على الأطفال العراقيين في احتفال افتتاح محطة لمعالجة المياه في حي العامل ببغداد. أسفرت التفجيرات عن مقتل 41 شخصًا على الأقل، بينهم 35 طفلًا، وإصابة 131 شخصًا بينهم 10 جنود أمريكيين.
كانت وحدات الجيش الأمريكي التي تعرضت للهجوم من فرقة سلاح الفرسان الأولى في فرقة كومانش.

## الجناة
أعلنت جماعة الزرقاوي قاعدة الجهاد في بلاد الرافدين (تنظيم القاعدة في العراق) مسؤوليتها عن هجمات وقعت في ذلك اليوم، لكن من غير الواضح ما إذا كانت هذه تشمل هذه التفجيرات التي أودت بحياة الأطفال.
من غير الواضح ما إذا كانت القوات الأمريكية أو الحشود هي الهدف الرئيسي. تم نشر بيان أشاد بما اعتبره «العمليات البطولية» باسم أبو مصعب الزرقاوي.[بحاجة لمصدر]

## روابط خارجية
- أطفال ذبحوا في العراق بقنابل بي بي سي نيوز
- العشرات من الأطفال قتلوا في انفجار قنبلة في بغداد سي بي سي نيوز